# Ruch Rewolucyjny im. Tupaca Amaru

Flaga organizacji

Ruch Rewolucyjny im. Tupaca Amaru (hiszp. Movimiento Revolucionario Tupac Amaru, MRTA) – peruwiański ruch rewolucyjny.

## Nazwa
Ruch przyjął nazwę na cześć Tupaca Amaru II – indiańskiego bohatera i przywódcy antyhiszpańskiego powstania z XVIII wieku, aktywiści organizacji są na jego cześć określani mianem „tupamaros”. Używał też nazwy Ludowa Armia Tupacamarystów (Ejército Popular Tupacamarista).

## Historia
Utworzony  w Peru w 1983 lub 1984 roku, przez dawnych działaczy Ruchu Rewolucyjnej Lewicy oraz Rewolucyjnej Partii Socjalistycznej (Marksistowsko-Leninowskiej). Pierwszym przywódcą organizacji był Víctor „Comandante Rolando“ Polay. Inni działacze: Nestor Cerpa Cartolini, Arturo Laynes, Rodolfo Klein Samanez, Jaime Castillo Petruzzi, Peter Cardenas, Emesto Montes Aliaga, Jose Carazas Ybar, Cirilo Javier Huamani, Wilder Rojas Sanchez, Luis Varese Scotto, Carlos Dario Perez.
Pierwsze akcje militarne MRTA miały miejsce w latach 1986–1987. W lutym 1987 roku bojownicy zajęli siedem stacji radiowych w Limie, skąd nadali manifest programowy. W latach 80. i 90. członkowie formacji tworzyli oddziały partyzanckie, szczególnie aktywne w Dolinie Huallaga. Partyzanci walczyli z siłami rządowymi oraz z „konkurencyjną” partyzantką Świetlisty Szlak. Oprócz walki partyzanckiej, członkowie grupy zaangażowani byli w działalność terrorystyczną obejmującą porwania polityków i zamachy bombowe. 
W 1989 roku służby ujęły Polaya, zbiegł on jednak z więzienia i został ponownie ujęty w 1992 roku. Następnym przywódcą ruchu został Nestor Cerpa Cartolini ukrywający się pod pseudonimem „Comandante Evaristo”. Nestor Cerpa Cartolini był dowódcą bojówki, która w grudniu 1996 roku zaatakowała i zajęła ambasadę Japonii w Limie. Komandosi peruwiańscy w nocy z 23 na 24 kwietnia 1997 roku odbili ambasadę, w akcji zginęli wszyscy bojownicy. Od tego czasu ruch nie podjął się większych akcji militarnych.
W XXI wieku ma marginalne znaczenie, będąc w zasadzie organizacją przestępczą powiązaną z handlem narkotykami.

## Liczebność
Szacuje się, że liczy nie więcej niż 100 członków, dla porównania w latach 90. grupował około tysiąca bojowników.

## Powiązania zagraniczne
W przeszłości otrzymywał wsparcie ze strony Kuby i Libii. Hawana prowadziła szkolenia członków organizacji i przekazała im nieznaczną ilość broni. Pomoc, jaką Kuba zaoferowała MRTA była znikoma.
Wspierał działalność pokrewnej ideowo organizacji Komisja Nestora Paza Zamory z Boliwii.
Niektórzy członkowie grupy byli weteranami kolumbijskiej Armii Wyzwolenia Narodowego i Frontu Wyzwolenia Narodowego im. Farabunda Martíego z Salwadoru.

## Ideologia
Jest ugrupowaniem marksistowsko-leninowskim typu castrystowskiego. Jego celem jest ustanowienie w Peru państwa socjalistycznego i likwidacja w kraju wpływów imperialistycznych (amerykańskich i japońskich).
Jest przeciwnikiem maoistowskiego Świetlistego Szlaku, który oskarża o stalinizm i nadmierny dogmatyzm.